# الأكاديمية الدولية للملاحة الفضائية

شعار الأكاديمية الدولية للملاحة الفضائية.

الأكاديمية الدولية للملاحة الفضائية (بالإنجليزية:International Academy of Astronautics) هي منظمة غير حكومية تضم عدد من الخبراء الملتزمون بتوسيع حدود الفضاء. وقد تأسست الأكاديمية في ستوكهولم في السويد في 16 أغسطس 1960.